# Krzewiny (staw)
Krzewiny – staw w Warszawie, w dzielnicy Ursynów.

## Położenie i charakterystyka
Staw leży po lewej stronie Wisły, w stołecznej dzielnicy Ursynów, na obszarze MSI Dąbrówka, niedaleko ulic Bażanciej, Indyczej, Jaskółczej i Karmazynowej. Znajduje się na obszarze zlewni Kanału Jeziorki, w jego bezpośrednim sąsiedztwie.
Zgodnie z ustaleniami w ramach „Programu Ochrony Środowiska dla m. st. Warszawy na lata 2009–2012 z uwzględnieniem perspektywy do 2016 r.” staw położony jest na wysoczyźnie, a jego powierzchnia wynosi 1,3153 ha. Według numerycznego modelu terenu udostępnionego przez Geoportal lustro wody znajduje się na wysokości 100,1 m n.p.m. Identyfikator MPHP to 101775. Na zbiorniku wodnym znajduje się mostek.
Powstał w wyniku zalania wodą wyeksploatowanego wyrobiska iłów.
Staw znajduje się na obszarze Warszawskiego Obszaru Chronionego Krajobrazu, utworzonego rozporządzeniem Wojewody Warszawskiego z dnia 29 sierpnia 1997 r. w sprawie utworzenia obszaru chronionego krajobrazu na terenie województwa warszawskiego, a także na terenie otuliny rezerwatu przyrody Las Kabacki.